# Adenia firingalavensis
Adenia firingalavensis är en passionsblomsväxtart som beskrevs av Hermann August Theodor Harms. Adenia firingalavensis ingår i släktet Adenia och familjen passionsblomsväxter. Inga underarter finns listade i Catalogue of Life.